# 嗜酸性 (生物)
嗜酸性是指可以在高酸環境下（通常在pH 5.0 或以下 ）下茁壮成长的生物。有些生物如古菌、细菌、 和真核生物、盐杆菌科、酸桿菌門、酸硫杆菌目、硫杆状菌属、醋杆菌属、脂环酸芽孢杆菌属都屬於嗜酸性生物。